# Vera Nabokov
Vera Nabokova (ros.: Ве́ра Евсе́евна Набо́кова Wiera Jewsiejewna Nabokowa; ur. 5 stycznia 1902, zm. 7 kwietnia 1991) – żona, redaktorka i tłumaczka rosyjskiego pisarza Vladimira Nabokova, a także źródło inspiracji dla wielu z jego dzieł.

## Wczesne życie i emigracja
Urodzona jako Wiera Jewsiejewna Słonim w żydowskiej rodzinie w Petersburgu, była drugą z trzech córek Sławy Borisowny (z domu Fiejgin) i Jewsieja Łazarewicza Słonima. Jej ojciec był prawnikiem, a także z sukcesem działał między innymi w przemyśle ceramicznym i taterniczym. Podczas chaosu I wojny światowej i rewolucji w 1917 r., rodzina Słonimów przeprowadziła się do Moskwy, a następnie uciekła przez Kijów, Odessę, Stambuł i Sofię do Berlina, gdzie dołączyli do dużej społeczności rosyjskich emigrantów.

## Małżeństwo z Nabokovem
W Berlinie Jewsiej Słonim stał się współzałożycielem firmy wydawniczej Orbis, a Vera pracowała w biurze. Vladimir Nabokov, który rozważał wtedy tłumaczenie Dostojewskiego na angielski, poznał ojca Very poprzez jego firmę. Vera podziwiała poezję Vladimira, wtedy bardzo znaną wśród rosyjskich emigrantów, i chodziła na jego odczyty. Szczegóły tego, jak się poznali, są raczej niejasne – Nabokov utrzymywał, że nastąpiło to na balu charytatywnym 8 lub 9 maja 1923 roku, jednak Vera temu zaprzeczała. Jakiś czas potem przeprowadzili długą rozmowę nad kanałem, podczas której Vera miała na sobie maskę i recytowała poezję Vladimira. W tym okresie Nabokov używał pseudonimu Vladimir Syrin.
Mimo że w tamtych czasach wżenienie się rosyjskiego arystokraty w żydowską rodzinę było dość nietypowe, Nabokov nie miał z tym problemu. Jego ojciec, Władimir Dmitrijewicz Nabokow, był znanym przeciwnikiem antysemityzmu w carskiej Rosji i pisał artykuły potępiające pogrom w Kiszyniowie. Władimir został zamordowany w 1922 w Berlinie podczas próby zamachu na polityka Pawła Milukowa.
Vera i Vladimir wzięli ślub 15 kwietnia 1925 roku. Vera poświęciła swoją kiełkującą karierę pisarską na rzecz wspierania swojego męża jako krytyczka, czytelniczka i stenotypistka. Utrzymywała rodzinę dzięki swojej pracy jako sekretarka i tłumaczka. Syn Nabokovów, Dmitri, urodził się 10 maja 1934 roku.
Po przeprowadzce do Stanów Zjednoczonych w 1940 r. Vera nauczyła się prowadzić samochód i woziła swojego męża na wiele wycieczek w celu łapania motyli, głównie na Wybrzeże Północno-Zachodnie. W celach bezpieczeństwa posiadała krótką broń palną. Nabokov bardzo polegał na jej pracy i „byłby nigdzie bez niej”. Była jego inspiracją, redaktorką i pierwszą czytelniczką; wszystkie dzieła Nabokova są jej dedykowane. Podobno zapobiegła zniszczeniu Lolity więcej niż jednokrotnie. Jednakże jej osobista korespondencja dotycząca niej i jej małżeństwa została zniszczona.

## Powrót do Europy i śmierć

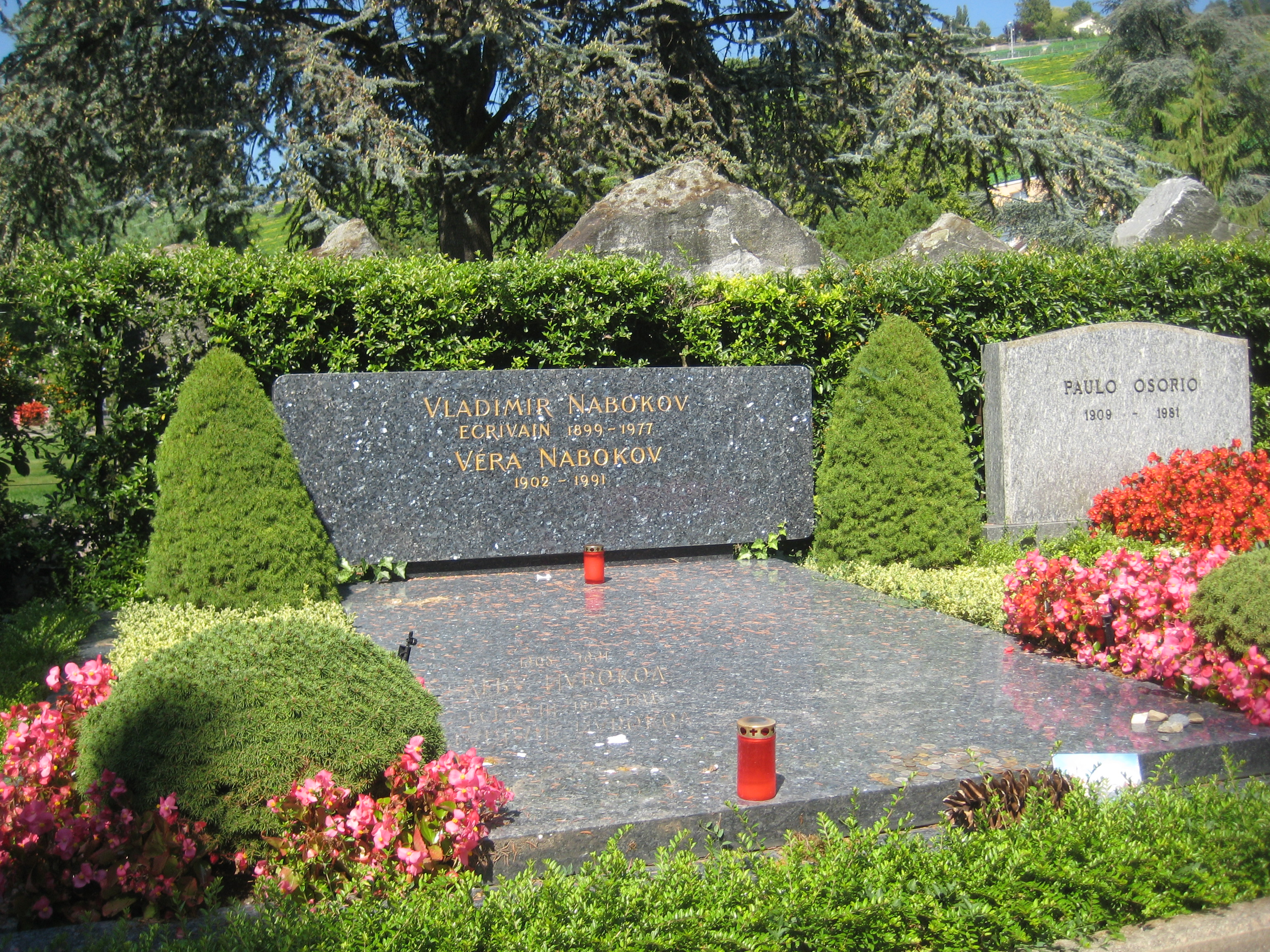
Nagrobek Nabokovów na cmentarzu w Clarens

Po powrocie Nabokovów do Europy w 1960 mieszkali oni w Hotelu Montreux Palace w Szwajcarii, gdzie Vera nadal zajmowała się karierą Vladimira, a po jego śmierci w 1977 jego dziedzictwem. Przed śmiercią Vladimir zażądał, by jego ostatnie dzieło, Oryginał Laury, zostało spalone, ale Vera i Dmitri nie potrafili się do tego zmusić – ostatecznie zostało ono wydane w 2009. Jako osiemdziesięciokilkulatka Vera przetłumaczyła „Biały ogień” na rosyjski.
Vera została w hotelu Palace do 1990 i zmarła rok później w Vevey. Została pochowana obok męża na cmentarzu w Clarens. Dmitri również został tam pochowany po tym, jak zmarł w 2012 r.